# 1350
1350. је била проста година.

## Догађаји
- Сукоби Србије са Босном (1350) Сукоби Српског царства и Бановине Босне завршени су миром и без територијалних промена.
- Манастир Крка је подигла Јелена Шубић, сестра цара Душана[1].

## Смрти
- 22. август —Филип VI Валоа, француски краљ